# Aloe eximia
Aloe eximia é uma espécie de liliopsida do gênero Aloe, pertencente à família Asphodelaceae.